# Mars 1923

## Événements
- 1er mars, Allemagne : les Sections d’assaut (SA), réorganisées en unités combattantes, sont placées sous le commandement d’Hermann Göring.

- 2 mars : 
  - Le Canada signe seul le traité passé avec les États-Unis relativement aux pêcheries du Pacifique (Halibut Treaty). Le Canada obtient le droit d’organiser sa propre politique étrangère lors d’une conférence impériale.
  - Hongrie[1] : premières émissions radiophoniques.

- 6 mars : Lénine rompt définitivement avec Staline. Le 10 mars, une attaque d’apoplexie le prive de tous moyens d’action et d’expression.

- 9 mars : fondation de l'entreprise Construcciones Aeronáuticas Sociedad Anónima à Séville (Espagne)

- 14 mars : Lénine fonde en Union soviétique la compagnie aérienne nationale Drobolet, future Aeroflot (1932).

- 28 mars[2] : constitution en Roumanie. Création à Bucarest d’une Fascia à l’imitation du modèle mussolinien. Le professeur de l’Université de Iaşi A. C. Cuza développe des thèses antisémites et nationalistes à travers la « Ligue de Défense nationale chrétienne ».

- 29 mars : le pilote américain A. Pearson bat le record du monde de vitesse en avion (380,571 km/h) sur un « Curtiss R6 ».

- 31 mars, Allemagne : cinquante mille ouvriers des usines Krupp manifestent à Essen pour protester contre la réquisition de camions par l’armée française. Violente répression qui fait 13 morts et 32 blessés tous allemands[3].

## Naissances
- 4 mars : 
  - Giánnis Gaḯtis, peintre et sculpteur grec († 22 juillet 1984).
  - Patrick Moore, astronome amateur et présentateur de télévision britannique († 9 décembre 2012).
- 6 mars : Herman Leonard, photographe américain († 14 août 2010).
- 8 mars : Cyd Charisse (Tula Ellice Finklea, dite), actrice et danseuse américaine († 17 juin 2008).
- 9 mars :
  - André Courrèges, couturier français († 13 février 2016).
  - Basil Hume, cardinal britannique, archevêque de Westminster († 17 juin 1999).
- 10 mars : Don Abney, pianiste de jazz américain († 20 janvier 2000).
- 11 mars : 
  - Agatha Barbara, femme politique maltaise, ancien présidente de la République de Malte († 4 février 2002).
  - Alice von Hildebrand, philosophe belge († 14 janvier 2022).
- 12 mars : Walter Schirra, astronaute américain († 3 mai 2007).
- 13 mars : Christian Duvaleix, acteur, scénariste et réalisateur français, membre des Branquignols († 28 juillet 1979).
- 15 mars : Joseph Madec, évêque catholique français, évêque émérite de Fréjus-Toulon († 5 février 2013).
- 16 mars : Heinz Wallberg, chef d'orchestre allemand († 29 septembre 2004).
- 19 mars : Giuseppe Rotunno, directeur de la photographie italien († 7 février 2021).
- 21 mars : Shri Mataji Nirmala Devi, fondatrice indienne du Sahaja yoga († 23 février 2011).
- 22 mars : Marcel Marceau, mime français († 22 septembre 2007).
- 27 mars : Gordon Fairweather, avocat et homme politique canadien († 24 décembre 2008).
- 30 mars : Milton Acorn, poète canadien († 20 août 1986).

## Décès
- 2 mars : Joseph Martin, premier ministre de la Colombie Britannique.
- 26 mars : Sarah Bernhardt, actrice française.